# 「エキセントリック少年ボウイ」のテーマ
「「エキセントリック少年ボウイ」のテーマ」（エキセントリックしょうねんボウイのテーマ）は、エキセントリック少年ボウイオールスターズのデビュー・シングル。1997年9月25日発売。発売元はイーストウエスト・ジャパン。

## 解説
フジテレビ系「ダウンタウンのごっつええ感じ」内でカップリング曲とも使用された。オリコンシングルチャート4位を記録。続編として日影の忍者勝彦オールスターズのシングルが1998年6月25日に発売。

## 収録曲
作詞：松本人志／作曲・編曲：増田俊郎
1. 「エキセントリック少年ボウイ」のテーマ
2. あぁエキセントリック少年ボウイ
3. 「エキセントリック少年ボウイ」のテーマ（オリジナル・カラオケ）
4. あぁエキセントリック少年ボウイ（オリジナル・カラオケ）

## 反響
表題曲はプロサッカー選手の工藤壮人のチャントの原曲として使用されている。
同楽曲は2019年には音楽ゲーム『WACCA』に収録された。
番組放送から20年以上後の2020年4月13日、ラジオ番組『ファーストサマーウイカのオールナイトニッポン0(ZERO)』にて同楽曲が流れ、大きな反響を呼ぶ。ニュースサイト・AERA dot.は、コロナ禍で疲れていた人々を応援するような歌詞が再び支持を集めたのではないかと推測している。